# Jacek Stęszewski
Jacek Stęszewski (ur. 15 marca 1980 w Katowicach) – polski muzyk, kompozytor, wokalista i autor tekstów. Jacek Stęszewski znany jest przede wszystkim z wieloletnich występów w zespole rockowym Koniec Świata, którego był założycielem. W 2014 roku nakładem wytwórni muzycznej Lou & Rocked Boys ukazał się debiut solowy muzyka zatytułowany Księżycówka, utrzymany w stylistyce poezji śpiewanej. 

## Dyskografia
Albumy solowe
| Tytuł       | Dane dot. albumu                                                                         | Pozycja na liście |
| Tytuł       | Dane dot. albumu                                                                         | POL               |
| ----------- | ---------------------------------------------------------------------------------------- | ----------------- |
| Księżycówka | - Data: 16 października 2014 - Wydawca: Lou & Rocked Boys - Format: CD, digital download | 15                |
| Peweksówka  | - Data: 10 lutego 2017 - Wydawca: Lou & Rocked Boys - Format: CD, digital download       | 31                |

Teledyski
| Tytuł                   | Rok  | Reżyseria                             | Album       | Źródło |
| ----------------------- | ---- | ------------------------------------- | ----------- | ------ |
| „Dziewczyna z księżyca” | 2014 | Jacek Czepułkowski, Katarzyna Leśniak | Księżycówka | [ 7 ]  |